# Seeversiella globicollis
Seeversiella globicollis är en skalbaggsart som först beskrevs av Max Bernhauer 1907.  Seeversiella globicollis ingår i släktet Seeversiella och familjen kortvingar. Inga underarter finns listade i Catalogue of Life.